# Kašna Panny Marie
Kašna Panny Marie, francouzsky Fontaine de la Vierge, je kašna na území obce Altkirch v Alsasku, stojící na Náměstí republiky - na místě kostela zbořeného v roce 1844. Autorem byl Charles Goutzwiller. Mezi historické památky byla zařazena v roce 1987 - kašna má odlišnou klasifikaci než socha.
Byla postavena v roce 1857 za využití částí pocházejících z jiných století (socha a věžička). Nádrž je šestiboká, zdobená novogotickými motivy. Socha Panny Marie pochází z kůru zbořeného kostela. Má levou ruku položenou na srdci a nohou stojící na zeměkouli drtí hada.